# Monument Empereur Napoléon Ier à Varsovie
Le Monument Empereur Napoléon Ier à Varsovie est un monument à l'honneur de Napoléon Ier, dans la capitale polonaise. Il se tient au centre de la Place des insurgés appelée aussi Place Napoléon, sur la Rue Warecka. 

## Histoire
Par les Traités de Tilsit, Napoléon Bonaparte crée en 1807 le Duché de Varsovie.
Un premier monument, œuvre du sculpteur Jan Antoni Biernacki (pl) est érigé sur la Place des insurgés à Varsovie le 5 mai 1921, à l'occasion du centenaire du décès de l'empereur. Il est rapidement démantelé et sa trace est perdue. 
En 1923, dans l'enceinte de Académie militaire située au 79 rue Koszykowa, Michał Kamieński dévoile un buste de l'empereur des Français. La sculpture sera démolie après la Seconde Guerre mondiale.
En 2011 est érigé le troisième monument de la capitale, grâce aux efforts de la section polonaise de l'Association d'assistance mutuelle de la Légion d'honneur. Celui ci, constitué d'un socle en granit clair, porte quatre aigles et le buste le Napoléon une hauteur de plus de 4 mètres. Il est réalisé à partir d'une copie de l'œuvre de Kamieński. 
Il est inauguré le 5 mai 2011, date du 190e anniversaire de la mort de Napoléon Bonaparte, en présence d'un détachement d'honneur du 2e régiment de hussards français.

## Sources
- (en) Cet article est partiellement ou en totalité issu de l’article de Wikipédia en anglais intitulé « Napoleon Bonaparte Monument (Warsaw) » (voir la liste des auteurs).